# 酒井英幸
酒井 英幸（さかい ひでゆき、1967年5月30日 -）は福岡県出身の日本の柔道家。現役時代は71kg級の選手。身長170cm。得意技は「酒井返し」を始めとした寝技。現在は自衛隊体育学校柔道班の監督を務めている。

## 来歴
6歳の時に沖縄へ移ると、近くの道場に無理やり連れて行かれて柔道を始めた。嘉手納中学から沖縄尚学高校へ進むと、2年と3年のインターハイ中量級では、世田谷学園高校の古賀稔彦に敗れて5位だった。筑波大学へ進学すると、1年の時には新人体重別71kg級で優勝した。2年の時には新人体重別を連覇した。3年の時には正力国際の決勝で日体大3年の古賀に効果で敗れた。4年の時には環太平洋柔道選手権大会で国際大会初優勝を飾った。正力杯でも優勝を飾った。なお、この時65kg級で1歳下の弟である国際武道大学3年の周治も勝ったことで、兄弟優勝を果たすことになった。正力国際では決勝で古賀に一本背負投で敗れて2年連続2位に終わった。1990年には自衛隊体育学校へ入校すると、選抜体重別で決勝まで進むも、日体大大学院の古賀に判定で敗れた。嘉納杯では3位だった。1991年の講道館杯と選抜体重別ではともに決勝で古賀に判定で敗れた。環太平洋柔道選手権大会では2連覇を達成したが、アジア選手権では3位にとどまった。1992年のドイツ国際でも3位だった。嘉納杯では決勝で明治大学4年の秀島大介と対戦すると、終了間際にポイントを取られて逆転負けを喫して、畳を叩いて悔しがった。1993年の講道館杯でも決勝で東海大学2年の中村兼三に効果で敗れた。結果として、ライバルの古賀とは高校時代から何度も対戦するものの、一度も勝てずに終わった。引退後の2005年には全日本女子代表チームのコーチだった古賀の退任に伴い、新たにコーチに就任した。さらに、寝技の技術が評価されて、2008年からは男女の全日本代表チームの寝技担当コーチになった。

## 戦績
- 1984年 - インターハイ 5位(中量級)
- 1985年 - インターハイ 5位(中量級)
- 1986年 - 新人体重別 優勝
- 1987年 - フランスジュニア国際 優勝
- 1987年 - 新人体重別 優勝
- 1988年 - 正力杯 3位
- 1989年 - 正力国際 2位
- 1989年 - 講道館杯 3位
- 1989年 - 環太平洋柔道選手権大会 優勝
- 1989年 - 正力杯 優勝
- 1989年 - 韓国国際 2位
- 1990年 - 正力国際 2位
- 1990年 - 講道館杯 3位
- 1990年 - 選抜体重別 2位
- 1990年 - 嘉納杯 3位
- 1991年 - 講道館杯 2位
- 1991年 - 選抜体重別 2位
- 1991年 - 環太平洋柔道選手権大会 優勝
- 1991年 - アジア選手権 3位
- 1992年 - フランス国際 5位
- 1992年 - ブルガリア国際 2位
- 1992年 - ドイツ国際 3位
- 1992年 - 講道館杯 2位
- 1992年 - 嘉納杯 2位
- 1993年 - 講道館杯 2位

(出典、JudoInside.com)。